# Antropologia ciała

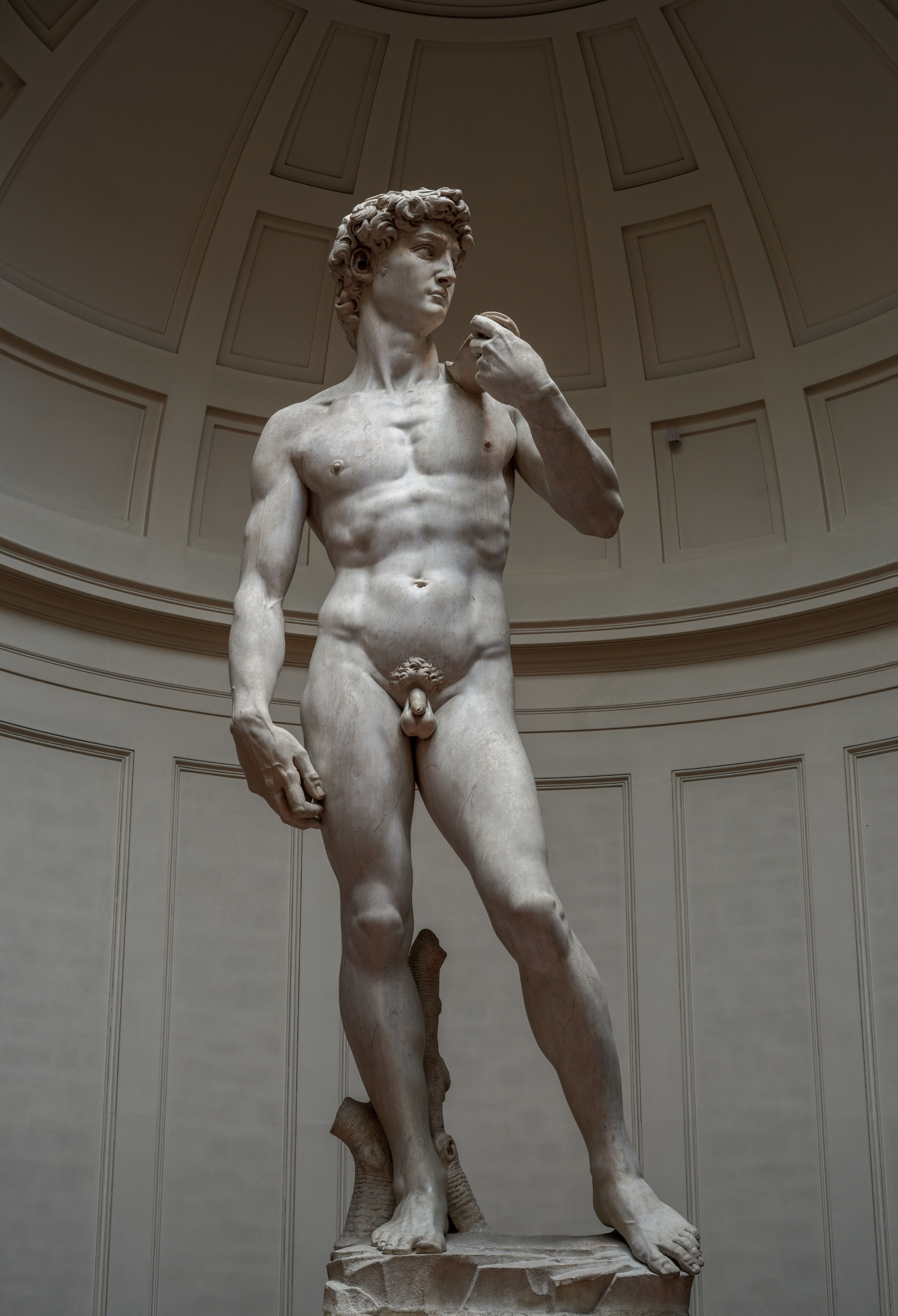
Rzeźba Dawid Michała Anioła

Antropologia ciała – gałąź antropologii, która zajmuje się w szczególności refleksją nad różnymi koncepcjami i wykorzystaniem ciała ludzkiego i jego organów w różnych kulturach. Różni się od antropologii fizycznej w tym sensie, że jest bardziej zainteresowana morfologią i fizjologią człowieka w ich wymiarze społecznym. Odsłania w ludzkim ciele, dotąd zawłaszczonym przez nauki biologiczne, wartości pozasomatyczne odciśnięte na nim. Człowiek, jako ciało-podmiot staje się nie tylko sprawcą kultury, ale sam jest przez nią konstruowany i zmienia się pod jej wpływem. Jest przez tę kulturę kształtowany i modelowany. Pole badań antropologii ciała skupia się więc na działaniach, w których świat zewnętrzny, rzeczywistość, w której jednostka uczestniczy i jest jej częścią – społeczeństwo, tradycja, władza, wiedza, polityka, sport, postęp technologiczny i inne – odbijają na ciele ludzkim swoje piętno – „konstruują” je.

## Początki antropologii ciała
Badania nad ciałem w kulturze opisują i porównują praktyki związane z ciałem ludzkim w szerszym kontekście kultury i społeczeństwa. Studia z tego zagadnienia występują w tradycji antropologicznej, socjologicznej i historycznej. Studia nad ciałem w kulturze analizują kultury i społeczeństwa w kategoriach ludzkich praktyk cielesnych i są czasami postrzegane jako forma materialistycznej fenomenologii.
Współczesna kultura, zarówno ta, którą określa się jako ludową, jak i kultura społeczeństw postindustrialnych, wykorzystują ciało jako model określonych wycinków rzeczywistości oraz kształtują wizerunek ciała w taki sposób, aby sprostał wymaganiom całościowej wizji świata. W tym wypadku to już nie ciało modeluje wiedzę i świat, ale to świat i wiedza modelują ciało.
Pojawienie się w Europie etnografii skupiło najpierw uwagę nauki na ludach egzotycznych i społecznościach chłopskich, a ważnym aspektem badań stało się opisywanie wyglądu. Zwracano uwagę na strój, ozdoby ciała i jego modyfikacje oraz związane z tym aspekty symboliczne i społeczne jak np. status społeczny danej jednostki, przynależność do grupy, zamożność, klasę itd.
Poprzez ciało następuje swoista pozawerbalna komunikacja. Można tu wymienić choćby język gestów i barwy w jakie przyozdabia się ciało (np. wojenne, odświętne). Istotnym okazały się kolejność zmiany wyglądu (przebijanie, nacinanie, tatuowanie), także w aspekcie rytuałów przejścia (a rite of passage Arnolda van Gennepa) lub aktywacja ciała jako narzędzia (fizyczne zajęcia sportowe i artystyczne). Dodatkowo w obrębie zainteresowań antropologii ciała można wymienić takie aktywności ludzkie związane z wykorzystaniem ciała jak taniec, medytacja, moda, konsumpcja, śmierć i obrzędy związane z pochówkiem ciała i inne, w których ciało odgrywa ważną „kulturową” rolę.
Obecnie pojawienie się refleksji na temat kulturowego znaczenia ciała ludzkiego (teraz dodaje się i inne ciała jak zwierzęce czy ciało maszyny), a następnie wypracowanie metod badawczych, spowodowało rozwinięcie się tej gałęzi nauki, gdyż do tej pory ciało ludzkie traktowane było „naturalnie”. Jest ono jednak nośnikiem wielu ważnych znaczeń kulturowych, symbolicznych i komunikacyjnych – społecznie nieustannie widoczne, tworzone i przetwarzane. Znaczenie ciała i kultury ciała (w niemieckim Körperkultur, w duńskim kropskultur) zostało odkryte na początku XX wieku przez kilku antropologów, historyków i socjologów. Zwrócono też uwagę na fakt, że „zachodnia” perspektywa rozdzielająca ciało od duszy nie ma charakteru uniwersalnego. Co się z tym wiąże także normy intelektualne, etyczne, moralne, emocjonalne i estetyczne takiegoż nie posiadają. Istnieją różne wyobrażenia i podejścia do ciała (choćby do higieny, sportu, wstydu, seksualności, płci, posiadania ciała itd.) oraz różne metody jego wykorzystywania i traktowania zarówno w ciągu życia, jak i po śmierci. Wymienić tu można także wszelkie praktyki prozdrowotne i medyczne oraz chirurgii plastycznej szybko rozwijającej się w dzisiejszych czasach.

### Ciało i płeć
Dla antropologii, bliższej humanistycznym ideałom niż biologicznej analizie, płeć nie należy wyłącznie do porządku biologii (przez którą płeć rozumiana jest jako cecha fizyczna), lecz także do kultury. Jako pierwsi zauważyli to Margaret Mead, Ruth Benedict i Bronisław Malinowski. W swojej pracy Płeć i charakter Mead stwierdziła, że osobowości obu płci są wytwarzane społecznie. Był to przełom i ważne odkrycie w okresie determinizmu biologicznego, gdy powszechnie uważano, że zachowania charakterystyczne dla płci są naturalne. Dzięki temu antropologowie zwrócili swoją uwagę na związek płci i kultury. Późniejsze badania potwierdziły, że wyobrażenia kulturowe i stereotypowe w postrzeganiu płci znacząco wpływają na sposoby zachowań niewerbalnych. Również antropologiczne badania kulturowych systemów klasyfikacyjnych, w których płeć stała się jednym z istotnych klasyfikatorów rzeczywistości, zbliżyły się do problematyki języka ciała. Z kolei zdaniem Marcela Maussa to właśnie płeć i wiek są podstawowymi kategoriami, które decydują o sposobach posługiwania się ciałem.

### Szkoły i zainteresowani badawcze
W 1980 roku, szkoła skupiająca się nad badaniami ciała w kulturze rozpowszechniła się, szczególnie w związku (i krytycznej relacji) ze studiami między innymi nad sportem – o czym głównie będzie w dalszej części artykułu. Badania nad kulturowym aspektem ciała zostały wprowadzone na duńskich uniwersytetach oraz akademiach, które współpracowały z badaczami nordyckimi, europejskimi oraz wschodnioazjatyckimi. Studia nad kulturowym aspektem ciała obejmują studia tańca, gry (jako sztuki), grą jako zabawą, zajęcia rekreacyjne, sport, i inne formy kultury ruchu. Kierunek studiów kultury ciała unosi się w kierunku studiów antropologii medycznej, nawyków pracy, płci i kultur seksualnych, mody i dekoracji ciała (także przebijania i tatuażu), festynów, popularnych świąt oraz bardziej ogólnie, do popularnych nauk o kulturze.
Badania nad kulturowym aspektem ciała okazały się przydatne i na przykład poprzez naukę sportu weszły do szerszej dyskusji historycznej i socjologicznej – do poziomu podmiotowości społeczeństwa obywatelskiego, państwa i rynku.

## Wczesne badania nad ciałem i kulturą w odniesieniu do sportu
Od początku 20 wieku, socjologowie i filozofowie odkryli znaczenie ciała, zwłaszcza Norbert Elias ze szkoły frankfurckiej, a także niektórzy fenomenologowie. Później, Michel Foucault, Pierre Bourdieu i Stuttgarckie Historical Behaviour Studies stali się ważną inspiracją dla nowych badań nad kulturą ciała.
Socjolog Norbert Elias (1939) napisał pierwszy tekst socjologiczny, w którym umieścił ciało i praktyki związane z ciałem w jego centrum. Opisał zmiany, które zaszły w zachowaniu przy stole, wstydu i przemocy od średniowiecza do wczesnego współczesnego społeczeństwa jako proces cywilizacyjny. Później, Elias (1989) studiował kulturę pojedynku w Prusach Wilhelma. Figuratywna socjologia ciała Eliasa stała się szczególnie przydatna w dziedzinie studiów nad sportem (Elias / Dunning 1986;. Eric Dunning i wsp. 2004). Jego koncepcja „procesu cywilizacji” otrzymała jednakże krytykę ze strony antropologii porównawczej z zakresu praktyk cielesnych (Duerr 1988/2005).
Frankfurcka Szkoła Teorii Krytycznej z kolei zwróciła się w kierunku ciała z perspektywy marksistowskiej i freudowskiej. Max Horkheimer i Theodor Adorno (1947) opisali zachodnich „oświeconych dialektyków”, włączając ich w undergroundową historię ciała. Historia ciała prowadzi nas od organizmu żywego do martwego ciała i staje się towarem w kapitalizmie. Natomiast młodsza generacja szkoły frankfurckiej rozpoczęła neo-marksistowską krytykę sportu (Rigauer 1969) i opracowała alternatywne metody badań ruchu i kultury ruchu (Lippe 1974; Moegling 1988). Studia historyczne na temat ciała w pracy przemysłowej (Rabinbach 1992), w transporcie (Schivelbusch 1977), oraz w faszystowskiej estetyki (Theweleit 1977), jak również filozofia przestrzeni (Peter Sloterdijk 1998/2004) miały swoje korzenie w tym krytycznym podejściu.
Filozoficzna fenomenologia także zwróciła uwagę na ciało. Helmuth Plessner (1941) studiował śmiech i płacz jako fundamentalną ludzką ekspresję. Maurice Merleau-Ponty (1945) umieścił ciało w centrum ludzkiej egzystencji, jako sposób (drogę) doświadczania świata, podważając tym samym tradycyjny podział na ciało-umysł René Descartes’a. Gaston Bachelard (1938) przybliżył cielesne istnienie poprzez fenomenologię elementów i przestrzeni, począwszy od „psychoanalizy ognia”.
Na podstawie tradycji fenomenologicznej, Michel Foucault (1975) studiował konfiguracje wiedzy o społeczeństwie po 1800 roku, wprowadzając koncepcję nowoczesnej panoptycznej kontroli (Panopticon). Ciało pojawiło się jako obiekt dyscypliny wojskowej, z panoptikum w postaci mechanizmu „do biopolityki władzy”. Podejście Foucaulta miało szczególny wpływ na studia przestrzeni i architektury (Vertinsky / Bale 2004), a także na studia dyscyplin gimnastycznych i sportowych (Vigarello 1978; Barreau/Morne 1984; Vertinsky / McKay 2004). Podczas gdy badania Foucaulta koncentrują się na odgórnych strategiach władzy, Pierre Bourdieu skierował swoją uwagę bardziej na oddolnych procesach społeczno-cielesnych praktyk.
Analizując aspekty „klasy ciała”, Pierre Bourdieu (1966/67) opracował (bardzo wpływowe) pojęcie habitusu, czyli wypracowanego i wprowadzonego przez praktykę społeczną wzorca na przykładzie różnorodnych form smaku, i cech wyróżniających wygląd ciała. Niektórzy z uczniów Bourdieu zastosowali te koncepcje w badaniach nad sportem i gimnastyką (Defrance 1987). W Niemczech wpływy fenomenologii wywołane studiami nad miejscem ciała w kulturze ulokowały się w polu historycznym. Stuttgarcka szkoła Studiów Historycznych nad zachowaniem od 1971 skoncentrowała swoje badania na gestach i śmiechu, a także sztukach walki, sporcie i tańcu wykorzystując je do analizy zmian społecznych i różnic między kulturami europejskimi i pozaeuropejskimi (Nitschke 1975, 1981, 1987, 1989, 2009; Henning Eichberg 1978).
Podejścia te spotkały się z nowymi teoriami w latach 70. i 80, kiedy to humaniści rozwinęli i opracowali nowy i szerszy zakres zainteresowań ciałem. Socjologowie, historycy, filozofowie i antropolodzy, oraz naukowcy zajmujący się badaniami nad sportem i ze studiów medycznych – spotkali się aby mówić o „powrocie ciała” lub jego ponownym pojawieniu (Kamper / Wulf 1982). To nowe zainteresowanie rozwijające się w kierunku ciała niebawem przekształciło się w pojęcie kultury ciała.

## Słowo i pojęcie „kultury ciała” – alternatywna praktyka
Termin kultura ciała pojawił się po raz pierwszy ok. roku 1900. W tamtym czasie, oznaczał pewną formę fizycznych praktyk. Tak zwana „reforma życia” (niemiecki Lebensreform) mająca na celu powrót do naturalnego trybu życia z ukierunkowaniem na nowe aktywności ciała. Stanowiło to nową stronę (nowy sektor w aktywnym) rozwoju siebie obok ustanowionej gimnastyki i sportu. Głównym obszarem tego trzeciego sektora kultury ruchu był nudyzm, rytmicznie-ekspresyjna gimnastyka, joga i budowanie ciała (Wedemeyer-Kolwe 2004), a także nowy typ młodzieżowej wędrówki.
Termin ten pojawia się jako pewien kompleks znaczeniowy (choć zróżnicowany) w różnych językach np. w niemieckim słowo Körperkultur, w języku angielskim jako kultura fizyczna, w języku francuskim kultura ciała, w duńskiej kropskultur. Inspiracja ruchem kultury ciała dała początek wczesnym badaniom pozycji – postawie ciała i ruchów w historii (Gaulhofer 1930; Marcel Mauss 1934).
W sporcie wśród niemieckich pracowników socjalistycznych pojęcie Körperkultur miał poczesne miejsce. Koncepcja ta stała się także częścią rosyjskiego socjalizmu, gdzie fiskultura stała się alternatywą dla burżuazyjnego sportu, jednocząc rewolucyjne frakcje wokół bardziej estetycznego Proletkult, bardziej zorientowanego prozdrowotnie i na higienę ciała (Riordan 1977). Później, stalinizm wprowadził inne rozumienie definicji sportu i kultury ciała, które zakorzeniło się w bloku sowieckim po 1945 roku.
Kiedy w 1968 ruch studencki reaktywował nauki marksizmu we Zachodnich Niemczech, pojęcie kultury ciała – Körperkultur,(kultura somatyczna w Ameryce) – ponownie został wprowadzony do sportowo-krytycznego dyskursu, ale otrzymał nowe analityczne wymiary.
Quel corps? (Które ciało?) był to tytuł krytycznego przeglądu sportowego, napisanego pod redakcją francuskiego marksistowskiego pedagoga Jean-Marie Brohm w 1975/97. W Niemczech w roku 1981 powstała seria książek pod tytułem Sport: Kultur, Veränderung (Sport: kultura, zmiana), która oznaczała zwrot kulturowy w rozumieniu ciała z dziełami Rigauer, Elias, Eichberg i innych.

## Studia nad kulturowym aspektem ciała – nowa szkoła krytyczna
W Danii, studia nad ciałem w kulturze – kropskultur – rozwijały się od około 1980 roku w związku z krytyką sportu (Korsgaard 1982; Eichberg 1998; Vestergård 2003; Nielsen 1993 i 2005). Miało to swoje tło w popularnej duńskiej gimnastyce i alternatywnych praktykach ruchu – zajęcia na świeżym powietrzu, zabawy i gry, taniec, medytacja. W Finlandii koncepcja ruumiinkulttuuri znalazła podobną uwagę (Sironen 1995; Sparkes / Silvennoinen 1999).
W zakresie współpracy międzynarodowej, „Antropologia ciała” stał się kluczowym punktem dla francuskich, duński i niemiecki antropologów, filozofów, socjologów i pedagogów, którzy założyli Międzynarodowy Instytut Antropologii Ciała (IIAC) w 1987 roku. Podjęli się badania nad studium przypadku tradycyjnych gier, a także obrazów nowych miejskich kultur ciała (Barreau / Morne 1984; Barreau / Jaouen 1998; Dietrich 2001 i 2002).
Badania nad kulturowym znaczeniem ciała znalazły szczególny oddźwięk w krajach Azji Wschodniej. W Japonii, socjolog Satoshi Shimizu z Uniwersytetu Tsukuba założył w 2002 roku Centrum Badań Kultury Ciała, które publikuje opinie pod nazwą Gendai Sporty Hyôron (Współczesna Krytyka Sportu, w języku japońskim, od 1999 r.). Na Tajwanie, Hsu I-hsiung z National Taiwan Normal University założył w 2003 roku Taiwan Body Culture Society (Taiwan shenti Wenhua xiehui), publikując recenzje w Sport Studies (w Chinach, od 2007 roku) i Body Culture Journal (w Chinach, od 2005 r.). W Korei, Jong Young Lee z University of Suwon publikuje od 2004 roku w International Journal of Eastern Sport & Physical Education, skupiając się w swoich artykułach na kulturze ciała i tradycyjnych grach.
Inicjatywy te zostały połączone ze sobą zarówno w treści, jak i w sieci osobistych kontaktów.
Z kolei na gruncie angielskim i amerykańskim, Allen Guttmann (1978, 1996, 2004), John Hoberman (1984), John Bale (1996, 2002, 2004), Susan Brownell (1995, 2008) i Patricia Vertinsky (2004) przyczynili się poprzez otwarcie historii, socjologii i geografii sportu do rozwoju kierunku studiów nad ciałem w kulturze.
Choć koncepcja kultury ciała we wcześniejszych akapitach nie oznaczała alternatywnych praktyk w stosunku do ciała i stosowana była w liczbie pojedynczej, należy się teraz zająć analityczną kategorią opisu kultury dotyczącej ciała w liczbie mnogiej. Terminy kultura fizyczna (lub wychowanie fizyczne) i kultura ciała są rozdzielne – pierwszy opisuje praktykę, drugi przedmiot analizy teoretycznej.

## Kwestionowanie „indywidualnego” ciała
Badania nad ciałem w kulturze wykazały, że istnienie ciała jest czymś więcej niż tylko ciałem jako pojedynczym workiem skóry (i organów) pod kontrolą indywidualnego umysłu. Praktyki cielesne dzieją się między różnymi (odrębnymi lub nie) ciałami. Stawia to pytania o obecne typy myślenia na temat jednostki: indywidualizm epistemologiczny oraz tezy o „indywidualizacji późno-nowoczesnej”.
Metodologiczny zwyczaj przeciwstawiania osoby i społeczeństwa jest w dużej mierze rozpowszechniony w socjologii. Został on całkowicie skrytykowany przez Norberta Eliasa, który podkreślił, że nie ma znaczenia rozgraniczenie między jednostką, jako rodzajem rdzenia ludzkiej egzystencji, a społeczeństwem, jako wtórnym środowiskiem wokół tego rdzenia. Społeczeństwo było wewnątrz ludzkiego ciała. W przeciwieństwie do tego, epistemologiczny solipsyzm traktował ludzką egzystencję w taki sposób, jak gdyby człowiek był sam na świecie – i tylko w procesie wtórnym został „uspołeczniony” (Peter Sloterdijk 1998 vol 1.).
Kolejnym założeniem jest historyczno-socjologiczny indywidualizm. Socjologowie jak Ulrich Beck i Anthony Giddens postulowali, że indywidualizacja podczas „wysokiej” lub „późnej nowoczesności” zastąpiła wszystkie wcześniejsze tradycje – religię, naród, klasę – i zostawiła „Człowieka”, sam na sam z jego ciałem. Zatem ciało, po rozpadzie tych tradycyjnych norm zdobyło tym samym centralną pozycję jako ustalony punkt „samo-świadomość” „tożsamość”. Osoba wybiera i sprawia, że jego własne ciało staje się rodzajem „Gesamtkunstwerk Ego”, czyli utożsamia się z własnym ciałem.
Studia nad ciałem w kulturze zakwestionowały to założenie (Henning Eichberg 2010: 58-79). Rzuciły światło na stosunki między- cielesne, w których ludzka indywidualność ma znacznie bardziej skomplikowaną pozycję.

## Czas społeczny
Ważnym aspektem kultury ciała jest czasowość. Współczesne społeczeństwo charakteryzuje się znaczeniem prędkości i przyspieszenia. Sport, dając pierwszeństwo konkurencjom takim jak biegi i wyścigi, jest jednym z centralnych wśród zjawisk obrazujących specyficzność nowoczesnej prędkości (Eichberg 1978, Bale 2004).
Historyczna zmiana ze spaceru dominującego w arystokratycznej i wczesnej kulturze burżuazyjnej na nowoczesny jogging, jak również zmiana w ruchu i mobilności za pośrednictwem kolei (Schivelbusch 1977) po wyścigi sportowych samochodów (Sachs 1984) produkuje nową kulturę ciała w konfiguracji czasu społecznego.
W oparciu o transport i urbanistykę, sport i wojnę błyskawiczną – architekt i francuski teoretyk kultury Paula Virilio (1977) wylansował termin dromology (czyli nauka wyścigów) i dromocracy (siła lub dominacja prędkości) do opisania wiedzy i polityki we współczesnym społecznym przyspieszeniu. Pojęcie czasu społecznego obejmuje jednakże o wiele bardziej zróżnicowane zagadnienia i tereny, które mogą być zbadane przez na przykład porównanie czasu – dynamiki ruchów różnych kultur etnicznych (Hall 1984).

## Przestrzeń społeczna
Innym ważnym aspektem kultury ciała jest przestrzeń. Manifestacja ciała i jego ruch zawsze stworzy przestrzeń – przestrzeń fizyczną jako przestrzeń społeczno-psychiczną i odwrotnie. Obydwie nieustannie na siebie wpływają.
Czynności cielesne miały w historii zmienny charakter – między środowiskami wewnątrz lub na zewnątrz, pomiędzy niewyspecjalizowanym otoczeniem a urządzeniami specjalistycznymi. Powstał także „cielesny” sprzeciw wobec istniejących standardowych norm, obiektów, wyobrażeń dotyczących ciała i jego przestrzennego bycia.
W ruchu, proste linie i kultura linii opływowych zostały skonfrontowane z labiryntem i strukturami krętymi, oraz ze wzorami geometrii fraktalnej. Wszystkie te wzory są nie tylko praktycznymi ustaleniami przestrzennymi, ale współgrają z kierunkami społecznymi. Pod tym względem, jeden z teoretyków opisał historię panoptycznej kontroli (Foucault 1975; Vertinsky / Bale 2004), w odniesieniu do przestrzeni sportowej i oczyszczania higienicznego pomieszczeń (Augestad 2003). Proksemika (Hall 1966), czyli badanie odległości i przestrzeni, staje się specjalnym polem badań nad kulturowym aspektem ciała.
Studia nad kulturowym ciałem mają wpływ również na rozumienie „natury”. W okresie od około 1800 roku, „natura” w kulturze ciała – życie na zewnątrz, naturyzm i zielone ruchy (→ polityka zielonych) – stała się światem wyzwolenia i opozycji jako „Powrót do natury”. W trakcie rozwoju nowoczesnej kultury przemysłowej, ten „inny” charakter natury został poddany kolonizacji i symulacji, tworząc „drugą naturę”. Rozwinął się nawet wirtualny świat, którym jest symulowanie ludzkich zmysłów, mianowany określeniem „trzeciej natury”. Badanie kultury ciała przyczyniło się także do rozwoju historii kultury ekologii (Eichberg 1988).
Badania nad kulturowym ciałem również przyczyniły się do zróżnicowania pojęć – pomiędzy tym, co w języku potocznym często jest mylone i zamiennie stosowane, czyli „przestrzeń” i „miejsce”. Dialektyka ta została pokazana przez chińsko-amerykańskiego filozofa Yi-Fu Tuana (patrz Bale 2004). Przestrzeń może być opisana za pomocą współrzędnych oraz przez niektórych choreografów. Struktury przestrzenne mogą być standaryzowane i przenoszone z miejsca na miejsce, co dzieje się w przypadku standardowych obiektów sportowych. W przeciwieństwie do tego miejsce – jest unikalne – jest tylko tu albo tam. Położenie jest związane z tożsamością. Ludzie grają w pewnym miejscu – i tworzą dane miejsce by móc bawić się i grać. Miejsce współgra z ludźmi, jako współ-gracz.

## Cywilizacja, dyscypliny, nowoczesność
Badania nad kulturą ciała wzbogaciły analizę historycznych przemian pod różnymi względami. Norbert Elias (1986) studiował sport w celu rzucenia światła na procesy cywilizacyjne. W sporcie, widział linię dziejową biegnącą od pierwotnej przemocy do przeplatanej z cywilizowaną, aż po pacyfikację. Elias wprawdzie próbował uniknąć ewolucjonizmu, który w XIX w. postulował „postępową” drogę od „prymitywnych” do „cywilizowanych” wzorów, jednakże w jego pracach nie było niedomówień i nie pozostawiały miejsca na inne interpretacje.
Choć pojęcie cywilizacji miało posiadać szeroki wachlarz znaczeniowy, to jednak termin dyscyplina zawarł w sobie więcej krytycznych podtekstów. Kultura ciała jako dyscyplina stała się widoczna – jak dodaje Foucault i szkoła frankfurcka – w tańcu barokowym (Lippe 1974), w arystokratycznej i burżuazyjnej pedagogice w XVIII i XIX wieku (Vigarello 1978), oraz w strategiach higienicznych, szkołach sanitarnych i szkołach gimnastyki w XX wieku (Augestad 2003). Wojskowe ćwiczenia na początku czasów nowożytnych były klasycznym polem działania dla dyscypliny zajmującej się ciałem kulturowym (Gaulhofer 1930 dyscyplina, Kleinschmidt 1989).
W dziedzinie sportu, centralnym punktem sporu w studiach nad ciałem kulturowym jest pytanie, czy sport, miał swoje korzenie w starożytnej Grecji w postaci konkursów, igrzysk i tego typu działań, czy też jest całkowicie związany z nowoczesnością. W XIX wieku w Neo-humanizmie, klasycyzm i Olimpizm założyły, że sport ma starożytne korzenie, jednakże badania nad kulturowym wykazały, że wzory używane w nowoczesnych sportach – ilościowe, racjonalizacja, zasada realizacji/osiągnięcia (np. wyniku) – nie mogą być datowane na wieki sprzed kultury przemysłowej w XVIII i XIX wieku (Eichberg 1978; Guttmann 1978). Wcześniej były praktykowane popularne gry, szlachetne ćwiczenia, uroczystości o różnym charakterze, gry dla dzieci i konkursy, ale nie wydarzenia sportowe w nowoczesnym rozumieniu. Powstanie nowoczesnego pojęcia sportu było jakby wybuchem innowacji, a nie logicznym przedłużeniem wcześniejszych praktyk. W rewolucji kultury ciała, ta transformacja przyczyniła się do głębszego zrozumienia rewolucji przemysłowej. Tak zwana teoria Eichberg-Mandell-Guttmann mówiąca o wyjątkowości współczesnego sportu stała się jednak kwestią sporną i polem licznych kontrowersji oraz wywołała sprzeciw różnych historyków (Carter / Krüger 1990).
Z kontrowersji między pojęciami nowoczesności, ewolucji, cywilizacji, dyscypliny i rewolucji wynika, że „modernizację” można tylko traktować jako nie-liniową zmianę z mnóstwem niuansów i pełną sprzeczności. W ten sposób historia sportu (Nielsen 1993 i 2005) i gimnastyki (Defrance 1987; Vestergård Madsen 2003), jak również historii działania (Bale 2004) zostały opisane w kategoriach ciało-kultura.
Jedną z widocznych i jednocześnie głębszych zmian w odniesieniu do podejścia do współczesnego ciała są reformy w stroju i wyglądzie nagiego ciała. Zauważalna zwłaszcza w latach 1900–1920. Przejście od szlachetnej bladej skóry do opalonej skóry jako „wysportowanej” i „zdrowej” było nie tylko związane ze sportem, ale miało też silny wpływ na społeczeństwo jako całość. Zmiana w kolorze ciała odwróciła społeczno-ustrojowe różnice między ludźmi i klasami fundamentalnie. Nudyzm stał się radykalnym wyrazem tej zmiany cielesno-kulturowej.

## Ciało przemysłowe i produkcja
Badania nad kulturowym aspektem ciała rzuciły nowe światło na warunki i pochodzenie rewolucji przemysłowej, która w XVIII i XIX wieku przekształciła codzienne życie ludzi w sposób zasadniczy. Tradycyjne zdroworozsądkowe wyjaśnienia industrializacji według technologii i gospodarki jako „sił napędowych” okazały się niewystarczające. Interesy gospodarcze i technologiczne zmiany miały swoje podstawowe warunki w ludzkiej praktyce społeczno-cielesnej. Historia sportu i gier z punktu widzenia ciała kulturowego wykazały, że praktyki te zmieniły się jedno lub dwa pokolenia przed rewolucją przemysłową. Karnawałowe uroczystości – turnieje, popularne gry – rozwinęły się w nowoczesny sport, przez nowe spojrzenie i uwzględnienie wyników pomiaru i ilościowego bicia rekordów (Eichberg 1978; Guttmann 1978). Pod względem zasady osiągnięcia określonego wyniku, nie możemy mówić o sporcie (w nowoczesnym rozumieniu) na przykład w starożytnym Egipcie, w starożytnej Grecji, wśród Azteków i wikingów, a także w czasie europejskiego średniowiecza, choć były gry, konkursy i festiwale. Sport nowego typu jako odniesienie do kultury ciała był wynikiem zmian społecznych w XVIII-XIX w.
Geneza sportu w związku z przemysłową wydajnością zwraca uwagę na historyczno-kulturową względność „produkcji” siebie. Studia nad historią „maszyny ludzkiej” – „śmiertelnych maszyn” sportu pokazał reifikację i technologię jako linię historycznej dynamiki (Rigauer 1969; Vigarello 1988; Rabinbach 1992; Hoberman 1992). Produkcja okazała się nie być uniwersalnym pojęciem, ale czymś historycznie specyficznym – a sport był jej cielesno-kulturalnym rytuałem.

## Trajektorie ciała w kulturze
Kultura ciała jako pole sprzeczności wymaga dialektycznego podejścia, ale to nie jest dualistycznego w swoim charakterze. Badania nad ciałem w kulturze wykazały trajektorie relacji wewnątrz świata sportu (Eichberg 1998, 2010; Bale 1996, 2002 i 2004).
Hegemonicznym modelem współczesnej kultury ciała na Zachodzie jest sport wyczynowy, przełożenie ruchu na bicie rekordów. Konkurencje sportowe kontynuują logikę wydajności-produktywności przez przekształcenia ciała oraz tworzą rankingi – piramidę z elitarnych sportów z wygranymi umieszczonymi na górze, a przegranymi na dole. Dzięki ruchowi sportowemu ludzie manifestują teatr produkcji.
Odmiennym modelem współczesnej kultury ciała jest zapewnianie ludziom sportu masowego. W gimnastyce i treningu fitness, ciało zostaje poddane dyscyplinie zasad „naukowych”, geometrycznych lub estetycznych, porządku społecznego (Roubal 2007). Poprzez rytmiczne powtarzanie i formalną homogenizację, poszczególne ciała ludzkie są zintegrowane w większą całość, która jest zalecana w odniesieniu do reprodukcji jako zdrowa i wychowawcza. Poprzez fitness ludzie odtwarzają poprawny rytuał reprodukcyjny oraz dochodzą do integracji.
Trzeci model występuje w popularnych świętach – tańca i zabawy. W karnawale i sporcie ludowym ludzie spotykają ludzi według świątecznego ruchu. Tego typu spotkania mogą dać życie odgórnym ustaleniom osiągnięć produktywnych w sporcie oraz reprodukcji w fitnessie. Jednakże doświadczenie poprzez ciało popularnego święta, tańca, zabawy i gry to produktywność sama w sobie – to świętowanie relacji w ruchu.
Praktyki sportu w ich różnorodności i ich zmianie historycznej, wyjaśniają zatem wewnętrzne sprzeczności życia społecznego bardziej ogólnie – sprzeczności między państwem, rynkiem i społeczeństwem obywatelskim. Ruchy w kulturze ciała rzucają światło na złożoność stosunków społecznych.

## Kultury ciała
„Kultura” w liczbie pojedynczej jest abstrakcją. Badanie nad kulturą ciała jest zawsze badaniem kultury w odniesieniu do ciała w liczbie mnogiej. Kultury ciała pokazują ludzkie życie w różnorodności i różnicach, asymilacji i wyróżnieniu, konflikcie i sprzeczności. Wymaga to podejścia porównawczego do inności.
Kultura jest już badana jako kultury od czasu powstania szkoły relatywizmu kulturowego w antropologii amerykańskiej (American Antropological Association) w 1930 roku (Ruth Benedict). Studia postkolonialne miały tę ponowną pluralistyczną perspektywę (Bale 1996 i 2004; Brownell 1995; Azoy 2003; Leseth 2004). Dyskurs w liczbie pojedynczej, czyli ciało w naszym społeczeństwie stał się problematyczny w konfrontacji z kulturami ciała w konfliktach i napięciu.
Wielość i różnorodność kultur ciała jest jednak nie tylko kwestią zewnętrznych stosunków. Są też kultury ciała w liczbie mnogiej wewnątrz danego społeczeństwa. Badania habitusu różnych klas kultur młodzieżowych, kultur tożsamości płci itp. otworzyły się na głębszy wgląd co do różnicowania społeczeństwa obywatelskiego.

## Analiza konfiguracji
Badania nad miejscem ciała w kulturze próbują zrozumieć praktyki cielesne jako wzorce ujawniających się wewnętrznych napięć i sprzeczności w danym społeczeństwie. W celu analizy tych połączeń, studia nad kulturą ciała zwróciły uwagę na konfigurację ruchu w czasie i przestrzeni, energię ruchu, jej relacje interpersonalne i uprzedmiotowione. Na tej podstawie ludzie budują super-strukturę, nadbudowę złożoną z idei i instytucji. Organizują i odzwierciedlają kulturę ciała w odniesieniu do działań zbiorowych i wspólnych interesów (Eichberg 1978; Dietrich 2001: 10-32).
Poprzez opracowanie kompleksowej interakcji pomiędzy praktyką ciała a superstrukturą idei oraz świadomości, badania nad aspektem ciała w kulturze stanowią wyzwanie dla antropologii historii i socjologii.
Jak powiedział M. Foucault: „ciało w całości napiętnowane jest historią, przez co staje się swoistym tekstem, ciałem intencjonalnym, symbolicznym, znaczącym, społeczno-kulturową konstrukcją”.